# Odontocolon albotibiale
Odontocolon albotibiale är en stekelart som först beskrevs av Bradley 1918.  Odontocolon albotibiale ingår i släktet Odontocolon och familjen brokparasitsteklar. Inga underarter finns listade i Catalogue of Life.